# Thétis recevant de Vulcain les armes d'Achille
Thétis recevant de Vulcain les armes d'Achille est un tableau réalisé par le peintre Pierre Paul Rubens vers 1630. Cette huile sur panneau est une peinture mythologique qui illustre un épisode de la guerre de Troie, le moment où Thétis se rend sur l'Olympe pour récupérer auprès de Vulcain les armes qu'elle a commandées pour son fils Achille. La Néréide y est représentée recevant un bouclier du Dieu forgeron, un Triton de sa suite acceptant quant à lui d'un putto le nouveau casque du héros grec. L'œuvre est conservée au musée des Beaux-Arts de Pau, dans les Pyrénées-Atlantiques, en France.

## Galerie

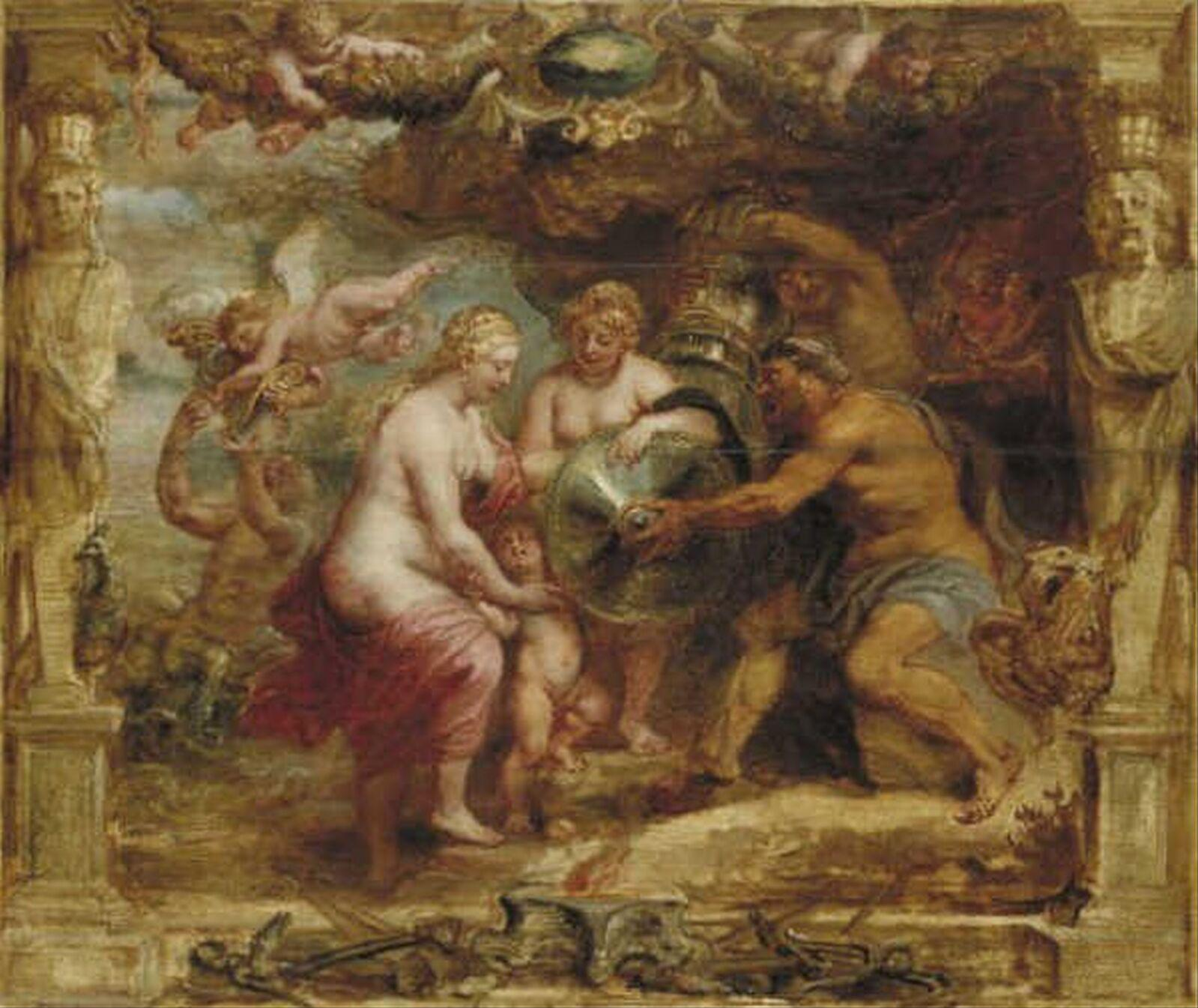
Esquisse au musée Boijmans Van Beuningen, à Rotterdam